# Togué Morari
Pour les articles homonymes, voir Morari.
Togué Morari (ou Togue Mourari) est une commune rurale du Mali, dans l'arrondissement de Kouakourou, le cercle de Djenné et la région de Mopti.

## Histoire
En novembre 2016, les élections municipales ne peuvent pas se tenir dans la commune pour des raisons de sécurité.

## Villages
La commune s'étend sur 12 localités relevées lors du recensement général de 2009. 
Les villages les plus peuplés sont :
- Mourrah (2 252 habitants)
- Wandjere (1 260 habitants)
- Ouodare (987 habitants)